# Gardênia Azul
Gardênia Azul é um bairro da zona oeste do município do Rio de Janeiro, localizado na Baixada de Jacarepaguá. Nele, está localizada a casa-grande da Fazenda do Engenho D'água, fundada na época do Brasil Colônia e tombada pelo IPHAN, além dos trechos iniciais da Linha Amarela e da Avenida Ayrton Senna.
Faz limite com Jacarepaguá, Anil, Freguesia e Cidade de Deus.
Seu IDH, no ano 2000, era de 0,768, o 106º colocado entre 126 regiões analisadas no município do Rio de Janeiro.

## História
O bairro está localizado nas terras do antigo Engenho D'água, primeiramente chamado de "Engenho da Tijuca", que Salvador Correia de Sá e Benevides recebeu como herança de seu pai, Martim de Sá. Graças à pequena capela ali erigida em 1616 por Rodrigo da Veiga, foi também conhecido por "Engenho de Nossa Senhora da Cabeça de Jacarepaguá". O território passou por muitos donos; todos, porém, eram da família Correia de Sá. João Correia de Sá e Benevides, filho de Martim, instituiu morgado e, assim, quando este faleceu, foi substituído por seu irmão, Martim Correia de Sá e Benevides Velasco, o primeiro Visconde de Asseca. A fazenda ainda pertenceria aos Correia de Sá por mais seis gerações, e, como não rendia os dividendos necessários, passaria por sucessivos arrendamentos e devoluções.
Em 1847, José Maria Correia de Sá - tio de António Maria Correia de Sá e Benevides Velasco da Câmara, sexto Visconde de Asseca - comprou o engenho. Quando começou a enfrentar dificuldades financeiras, ele o arrendou e, posteriormente, vendeu definitivamente ao comendador Francisco Pinto da Fonseca (também conhecido como Comendador Pinto), proprietário de vastas terras em Jacarepaguá (engenhos da Taquara e de Fora). Com o fim do morgadio, o Engenho Dágua seria a última propriedade dos Correia de Sá na Baixada de Jacarepaguá. Quando o comendador Pinto faleceu, todas as suas propriedades passaram ao seu filho, Francisco Pinto da Fonseca Teles - o Barão da Taquara.
Sua casa-grande, localizada no entroncamento das avenidas Ayrton Senna e Tenente-Coronel Muniz de Aragão (Estrada do Capão), é tombada pelo Instituto do Patrimônio Histórico e Artístico Nacional, de propriedade dos descendentes do Barão da Taquara.
No início da década de 1950, José Padilha Coimbra era grande proprietário de terras na região entre as estradas do Engenho D’Água e a Avenida Tenente-Coronel Muniz de Aragão. Sua casa era onde atualmente se localiza o Condomínio Aldeia, cercada de jardim em que predominavam gardênias e vitórias-régias.
Em 1953, Padilha loteou as suas terras, dando o nome das suas plantas preferidas aos loteamentos: Vitória-Régia (junto à Estrada Engenho D’Água) e Gardênia Azul (no final da Estrada do Capão). Na década de 1960, foi implantado o loteamento, com acesso pelas estradas do Capão e do Engenho D’Água. O atual núcleo do bairro foi criado na gestão do governador Negrão de Lima, voltado para a estrada do Capão.

## Comunidades
Predefinição:Jacarepaguá

### Vila Nova Esperança
Se localiza entre o bairro e a avenida Ayrton Senna, e surgiu no início da década de 1990. O local era um grande laranjal de propriedade de Antônio Escalda. Na época que os descendentes de Escalda lutavam para recuperar o sítio embargado na Justiça por falta de pagamentos de impostos, aconteceram as invasões sem que as autoridades tomassem qualquer decisão.

### Canal do Anil
Expansão de uma antiga comunidade de pescadores (até hoje alguns moradores ainda mantém a prática). Ao longo dos últimos 20 anos, devido ao processo de especulação imobiliária das áreas centrais da cidade e a migração da população mais pobre, a comunidade chegou à dimensão atual, de cerca de mais de 500 moradias e vários estabelecimentos de pequeno comércio. Alguns moradores vivem no local há mais de 40 anos. Em 2007, a parte sul da comunidade, mais próxima da Barra da Tijuca e, atualmente, da Vila Pan-Americana — portanto, tende a ser objeto de forte especulação imobiliária --, foi surpreendida por uma ação da Prefeitura—pois contou com o auxílio de Guardas Municipais e Policiais Militares, mas não tinha ordem judicial para tal ação --, com o objetivo de, segundo a própria prefeitura, remover as casas dos moradores da favela por se tratar de uma área de risco. Algumas casas chegaram a ser demolidas em 1 de agosto, mas, graças à resistência dos moradores desta favela e ao apoio de movimentos sociais, novas demolições não voltaram ainda a acontecer.

### Comunidade Novo Rio
Ocupação de dois terrenos do engenheiro Paulo Danilo Farina, detalhadamente planejada—com 8 meses de antecedência—e iniciada em 2001, cujo fundador e ex-líder comunitário foi Marco Aurélio França Moreira ("Marcão"), assassinado em 14 de Janeiro de 2009.

## Dados do bairro
Faz parte da região administrativa de Jacarepaguá, da qual também fazem parte:
- Anil
- Curicica
- Freguesia
- Jacarepaguá
- Pechincha
- Praça Seca

- Tanque
- Taquara
- Vila Valqueire
- Rua do Bairro Gardênia Azul:
- Predefinição:Paralelas
- Av. das Lagoas (Ponto Final dos ônibus)
- Rua Marujá (antiga rua A)
- Rua Peroba (antiga rua B)
- Rua Monodora (antiga rua C)
- Rua Acapori (antiga rua D)
- Rua Acapurana (antiga rua F)
- Rua Aparaí (antiga rua G)
- Rua Arapoca (antiga rua H)
- Av. Isabel Domingues (conhecida como "VIA 7", antiga rua I)
- Transversais
- Rua Anaparana
- Rua Menta (rua principal, antiga rua N)
- Rua Licânia (antiga rua O)
- Rua Anona
- Rua Camposema
- Rua Alcafa
- Rua Bréscia
- Rua Ivan Reis
- Rua Muniz de Aragão